# Arianna Caruso
Pour les articles homonymes, voir Caruso (homonymie).
Arianna Caruso, née le 6 novembre 1999 à Rome, est une footballeuse internationale italienne évoluant au poste de milieu de terrain ou d'attaquante au Bayern Munich.

## Biographie

### AS Roma (2015-2017)
Après avoir porté le maillot jaune et rouge de l'équipe de l'AS Roma sous forme de prêt, elle passe à l'équipe qui participe au championnat Primavera sous la responsabilité technique de Roberto Piras et dans laquelle, à la fin de la saison 2014-2015, elle remporte le premier titre de champion du club.
Grâce aux performances offertes dans les équipes de jeunes, l'entraîneur Fabio Melillo la promeut en l'équipe première, faisant ses débuts en Serie A le 9 mai 2015, lors de la dernière journée du championnat, dans le match perdu 0-1 contre Brescia. Elle marque son premier but en première division la saison suivante, le 12 décembre 2015, en décidant du match qui voit l'AS Roma s'imposer 1-0 face à Tavagnacco.

### Juventus (depuis 2017)
Après un passage de deux ans à la Roma, elle passe, lors de la saison 2017-2018, à la Juventus nouvellement formée où, malgré son jeune âge, elle émerge rapidement dans le groupe historique des Bianconeri, qui, au cours des cinq années suivantes, remporte autant de Scudetti consécutifs.

### Sélection nationale
Après avoir été appelée pour des stages dans les formations des moins de 15 ans et des moins de 16 ans, au cours de l'année 2015, l'entraîneur principal de l'équipe nationale des moins de 17 ans, Enrico Sbardella, l’inclût dans le groupe qui participe à la phase d'élite, la deuxième phase de qualification, de l'édition 2015 du championnat d'Europe de la catégorie. Caruso fait ses débuts avec le maillot azzurrine le 9 avril de la même année, lors du match perdu 0-1 contre l'équipe de même âge de la Tchéquie.
Sbardella l'a rappelle également pour les phases de qualification de l'édition 2016, où pendant le tournoi, elle inscrit un doublé, à la 35e et à la 55e, dans le match au cours duquel l'Italie gagne contre la Bosnie-Herzégovine 5-0 le 28 septembre, marquant également dans le match suivant, 5-0 contre l'Irlande du Nord, marquant le but de la victoire 2-0 à la 47e.
Elle est ensuite incluse dans le groupe de 18 joueurs qui rencontre l'équipe nationale d'Albanie en amical le 11 janvier 2017 à Elbasan. Caruso est de nouveau appelée avec les 20 autres filles pour participer à l'édition 2017 du Tournoi de La Manga, un tournoi sur invitation où elles rencontreront l'Écosse, le Danemark et m'Angleterre au début du mois de mars. Au cours du tournoi, les Azzurrine battent les premières 2-1, font match nul 0-0 avec les secondes et sont battus 4-0 par les dernières.
Satisfaite de sa performance, Sbardella l'a appelle également pour la phase de qualification élite d'Irlande du Nord 2017. Caruso a participé aux trois matches joués à Sarpsborg du 5 au 10 avril, marquant à la 16e le but de la victoire partielle 1-0 contre la Serbie, résultat final 3-0 pour les Azzurrine. Bien qu'ayant perdu 2-0 contre la Suède, grâce à la victoire 2-1 contre le pays hôte, la Norvège, Caruso et ses coéquipières ont célébré la qualification à la phase finale qui manquait à l'Italie depuis le championnat d'Europe à domicile en 2011.
Caruso est appelée en équipe nationale d'Italie lors du cycle de qualification de l'Euro 2022.

## Style de jeu
Arianna est dépeinte comme une joueuse performante qui peut aussi bien en tant que regista du milieu de terrain, où elle fait preuve de beaucoup de concret, qu'en tant que milieu de terrain, faisant preuve d'un dynamisme considérable. Elle possède une excellente technique de base, notamment dans la coordination des tirs, ce qui lui permet de trouver assez souvent le but et d'être dangereuse même lorsqu'elle est déployée dans une position plus avancée.

## Palmarès
Juventus :
- Championne d'Italie : 2017-2018, 2018-2019, 2019-2020, 2020-2021, 2021-2022
- Coupe d'Italie : 2018-2019
- Supercoupe d'Italie : 2019, 2020, 2021